# إيفا لانغوريا
إيفا لانغوريا (بالإنجليزية: Eva Longoria)‏ هي ممثلة أمريكية . ولدت في 15 مارس 1975 في كوربوس كريستي بولايات تكساس. تزوجت لاعب كرة سلة توني باركير بتاريخ 07/07/2007.
في العام 1998، عند ما درست في جامعة تكساس، انتُخِبت أجمل امرأة في كوربوس كريستي (Corpus Cristie). بعد هذا، ذهبت إلى لوس أنجلوس ومثلت في عدد من المسلسلات تلفزيونية. في العام 2004، اشتهرت بدور غابريال سوليس في مسلسل تلفزيوني ربات بيوت يائسات.
إلى جانب ذلك، فهي عارضة أزياء في شركة مستحضرات التجميل لوريال منذ العام 2005.

## الأعمال
- 2005: أوقات قاسية (الدور: Sylvia)
- 2013: حقيقة مظلمة (الدور: Mia Francis)
- 2004–2012: ربات بيوت يائسات (الدور: غابريال سوليس)
- 2013: عائلة سيمبسون
- 2013: الخادمات المخادعات

## الترشيحات والجوائز
| السنة | الحدث             | الفئة                              | النتيجة                            |
| ----- | ----------------- | ---------------------------------- | ---------------------------------- |
| 2006  | جائزة غولدن غلوب  | أفضل أداء لممثلة في مسلسل تلفزيوني | رُشِّح                                |
| 2007  | جوائز بيبول تشويس | الممثلة المفضلة                    | فوز                                |
| 2024  | جوي اووردز        | جائزة شخصية العام                  | {تم تقديمها من الفنانة نانسي عجرم} |

## وصلات خارجية
- إيفا لانغوريا على موقع IMDb (الإنجليزية)
- إيفا لانغوريا على موقع روتن توميتوز (الإنجليزية)
- إيفا لانغوريا على موقع مونزينجر (الألمانية)
- إيفا لانغوريا على موقع قاعدة بيانات الأفلام العربية
- إيفا لانغوريا على موقع ألو سيني (الفرنسية)
- إيفا لانغوريا على موقع ميوزك برينز (الإنجليزية)
- إيفا لانغوريا على موقع أول موفي (الإنجليزية)
- إيفا لانغوريا على موقع قاعدة بيانات الأفلام السويدية (السويدية)
- إيفا لانغوريا على موقع إن إن دي بي (الإنجليزية)
- إيفا لانغوريا على موقع ديسكوغز (الإنجليزية)